# Herbert Paalberg
Herbert Paalberg (* 14. Juni 1903 in Tallinn, Gouvernement Estland; † August 1979 in Västervik, Schweden
) war ein estnischer Fußballspieler und -trainer sowie Tennislehrer und Kegler.

## Karriere
Herbert Paalberg wurde im Jahr 1903 in Tallinn geboren. Im jugendlichen Alter trat er bereits dem JK Tallinna Kalev bei um, sich sportlich zu betätigen. Er studierte nebenbei an der Technischen Universität von Tallinn. Seine fußballerische Karriere absolvierte er zwischen den Jahren 1922 bis 1929 in seiner Heimatstadt beim JK Tallinna Kalev und dem Tallinna JK. Mit Kalev gewann Paalberg in der Spielzeit 1923 die estnische Fußballmeisterschaft.
Für die Estnische Nationalmannschaft absolvierte er im Jahr 1929 zwei Länderspiele. Eines gegen Schweden im Landskrona Idrottsplats sowie während des Baltic Cup 1929 gegen Lettland.
Als Freiwilliger kämpfte Paalberg für die Estnischen Verteidigungsstreitkräfte im Freiheitskrieg gegen Sowjetrussland.
Von 1922 bis 1926 war er im estnischen Verkehrsministerium tätig. Später war er Beamter der estnischen Staatsbank.
Im Jahr 1944 flüchtete er über Gotland nach Schweden. Er lebte in Målilla und Västervik und arbeitete als Büroangestellter bei Västerviks Träaktiebolag und ab 1949 bei Electrolux. Über sein weiteres Schicksal ist nichts bekannt.

## Erfolge
- Estnischer Meister: 1923[3]